# Thylacocephala
Thylacocephala (do grego θύλακος ou thylakos, que significa "bolsa", e κεφαλή ou cephalon que significa "cabeça") é um grupo único de artrópodes extintos, com possíveis afinidades aos crustáceos. Como classe, eles têm uma curta história de pesquisa, com início dos anos 1980.
Eles normalmente possuem uma grande carapaça achatada lateralmente que abrange todo o corpo. Os olhos compostos tendem a ser grandes e bulbosos, ocupando um entalhe frontal na carapaça. Eles possuem três pares de grandes membros raptoriais, e o abdómen carrega uma série de pequenos membros nadadores.
Alegações inconclusivas de tilacocéfalos foram relatadas no Cambriano Inferior, mas os fósseis inequívocos mais antigos são do Ordoviciano Superior e o Siluriano Inferior. Como um grupo, os tilacocéfalos sobreviveram até ao Cretáceo Superior.